# Uintatheriidae
Uintatheriidae – rodzina wymarłych ssaków zaliczana do rzędu dinoceratów, prymitywnych ssaków kopytnych.
Były to największe zwierzęcia swych czasów, a żyły od późnego paleocenu do uintanu w środkowym eocenie. Posiadały ciężkie ciało, grube nogi o szerokich stopach, masywne kości i niewielkie mózgi. Charakterystyczną cechę większości gatunków stanowiły tępe wyrostki przypominające te spotykane dzisiaj u żyrafy, a także obecność dużych, szablastych kłów. Grupa prawdopodobnie została zastąpione przez brontoteria.

## Podział
Rodzina Uintatheriidae
- Podrodzina Uintatheriinae
  - Rodzaj Prodinoceras
  - Rodzaj Bathyopsis
  - Rodzaj Uintatherium
  - Rodzaj Tetheopsis
  - Rodzaj Eobasileus
- Podrodzina Gobiatheriinae
  - Rodzaj Gobiatherium